# Manfred W. Gekeler
Manfred W. Gekeler (* 1951 in Stuttgart) ist ein deutscher Elektroingenieur und Hochschullehrer.

## Leben
Gekeler studierte als Stipendiat der Studienstiftung des deutschen Volkes Elektrotechnik mit Schwerpunkt Technische Elektronik an der Universität Stuttgart (1972–1978). 1984 wurde er an der Technischen Hochschule Darmstadt mit der Arbeit „Dreiphasige spannungseinprägende Dreistufenwechselrichter“ zum Dr.-Ing. promoviert.
Nach 10-jähriger Tätigkeit in der Industrie, zuletzt als Bereichsleiter Entwicklung mit Prokura bei einer international operierenden Schweizer Aktiengesellschaft, erhielt er 1994 einen Ruf auf die Professur für „Leistungselektronik und Elektrische Antriebe“ an der Fakultät Elektrotechnik und Informationstechnik der heutigen Hochschule Konstanz Technik, Wirtschaft und Gestaltung (HTWG Konstanz), University of Applied Sciences.

## Wirken
Neben der Lehre forschte Gekeler auf verschiedenen Gebieten, insbesondere der Leistungselektronik und beteiligte sich an kooperativen Entwicklungsprojekten und Know-how-Transfer zur regionalen mittelständischen Industrie, beispielsweise bei getakteten Stromversorgungen oder auf dem Gebiet der Elektrodynamischen Erzeugung von Stoßwellen für die Stoßwellentherapie in der Humanmedizin. 2010 erfand er den „S3L Inverter“ (Abkürzung für englisch „Soft Switching Three Level Inverter“), einen hocheffizienten leistungselektronischen Wechselrichter für den Einsatz bei elektrischen Drehfeldantrieben, als Netzeinspeise-Wechselrichter für Photovoltaik- und Windkraftanlagen sowie bei Stromversorgungen.